# Arma letale 3
Arma letale 3 (Lethal Weapon 3) è un film d'azione del 1992 diretto da Richard Donner e interpretato da Mel Gibson e Danny Glover.

## Trama
I due sergenti della polizia di Los Angeles Martin Riggs e Roger Murtaugh, quest'ultimo ormai prossimo alla pensione, si recano in un edificio, presso il quale è stata segnalata una bomba. Martin decide di intervenire senza aspettare gli artificieri ma sbaglia e fa saltare in aria il palazzo: vengono quindi degradati entrambi da sergente a poliziotto semplice e mandati a dirigere il traffico.
Successivamente i due assistono a una tentata rapina ad un furgone portavalori: entrambi si lanciano all'inseguimento del camion e alla fine riescono ad assicurare alla giustizia i malviventi. Phelps, l'unico arrestato, viene però ucciso il giorno dopo, al distretto, dall'ex sergente Jack Travis, a capo di una banda di trafficanti d'armi il cui "prodotto" per eccellenza sono delle pallottole perforanti (noti anche come proiettili ammazza-sbirri) in grado di superare i giubbotti antiproiettile.
Riggs e Murtaugh, reintegrati a sergenti, saranno affiancati nelle indagini da Lorna Cole, agente degli affari interni dal carattere e dalle abilità molto simili a quelle di Riggs. I due, inizialmente, non potranno sopportarsi, ma col passare del tempo si avvicineranno e si metteranno insieme.
Alla fine i tre, grazie anche all'aiuto di Leo, riusciranno a fermare Travis e la sua banda, mentre Roger decide di posticipare il suo pensionamento.

## Antagonisti

### Jack Travis
Un ex poliziotto del LAPD che, arricchitosi con la droga e le armi sottratte ai depositi della polizia, si è dato al crimine utilizzando la sua nuova società, la MESA Costruzioni, come copertura per i suoi traffici illeciti. Si occupa inoltre della vendita dei proiettili Killer Cop, capaci di perforare un giubbotto antiproiettile. Affronterà Riggs in un corpo a corpo riuscendo a sconfiggerlo (in realtà riesce a batterlo solo perché Riggs si infortuna ad una gamba cadendo mentre lottano, senza contare il fatto che in questo film Riggs è molto più debole rispetto ai precedenti). Sarà infine ucciso da Riggs che gli sparerà con i suoi stessi Killer Cop. Travis è un uomo spietato e senza scrupoli e per questo temuto da tutti (quando era in polizia era un vero duro, capace di strappare una confessione a chiunque). Nonostante non sia un combattente professionista come Joshua o Vorstedt è comunque molto abile nel combattimento di strada, in grado di mettere alle strette un indebolito Riggs.

## Riconoscimenti
- 1993 - MTV Movie Award
  - Miglior coppia a Mel Gibson e Danny Glover
  - Miglior sequenza d'azione per l'incidente motociclistico di Riggs
  - Candidatura Miglior bacio a Rene Russo e Mel Gibson
  - Candidatura Attore più attraente a Mel Gibson
  - Candidatura Miglior canzone (It's Probably Me) a Sting e Eric Clapton
- 1993 - BMI Film & TV Award
  - Miglior colonna sonora a Michael Kamen, Eric Clapton e David Sanborn
- 1993 - Grammy Award
  - Candidatura Miglior canzone (It's Probably Me) a Michael Kamen, Sting ed Eric Clapton

## Curiosità
- L'attore che interpreta il proprietario del chiosco in cui Murtaugh e Riggs si fermano prima della sparatoria in cui verrà ucciso il giovane Darryl è lo stesso che interpreta, nel film precedente, il poliziotto che durante il doppio inseguimento iniziale scommette 20 dollari su Riggs e Murtaugh ma poi ritira la scommessa perché non sapeva che i due stavano usando la station wagon della moglie di Roger.